# Prix Félix de l'interprète féminine
 (décembre 2018).
Si vous disposez d'ouvrages ou d'articles de référence ou si vous connaissez des sites web de qualité traitant du thème abordé ici, merci de compléter l'article en donnant les références utiles à sa vérifiabilité et en les liant à la section « Notes et références ».
Cet article recense les lauréats du Prix Félix de l'interprète féminine, remis à l'occasion du Gala annuel de l'Association québécoise de l'industrie du disque, du spectacle et de la vidéo (ADISQ) depuis 1979. 
Céline Dion (1983, 1984, 1985, 1988, 1994, 1996, 1997) et Isabelle Boulay (1999, 2000, 2001, 2002, 2003, 2007, 2008) co-détiennent le record de récompenses, avec 7 Félix chacune.
Marie-Mai l'a emporté cinq fois (2010, 2011, 2013, 2014, 2016).
Alexandra Stréliski accumule trois Félix (2020, 2023, 2024)
Ginette Reno (1980, 2009), Marie Carmen (1992, 1993), Marie-Élaine Thibert (2004, 2005) et Roxane Bruneau (2021, 2022) l'ont reçu deux fois.

## Liste des lauréats
- 2024 - Alexandra Stréliski
- 2023 - Alexandra Stréliski
- 2022 - Roxane Bruneau
- 2021 - Roxane Bruneau
- 2020 - Alexandra Stréliski
- 2019 - Cœur de pirate
- 2018 - Klô Pelgag
- 2017 - Safia Nolin
- 2016 - Marie-Mai
- 2015 - Ariane Moffatt
- 2014 - Marie-Mai
- 2013 - Marie-Mai
- 2012 - Cœur de pirate
- 2011 - Marie-Mai
- 2010 - Marie-Mai
- 2009 - Ginette Reno
- 2008 - Isabelle Boulay
- 2007 - Isabelle Boulay
- 2006 - Ariane Moffatt
- 2005 - Marie-Élaine Thibert
- 2004 - Marie-Élaine Thibert
- 2003 - Isabelle Boulay
- 2002 - Isabelle Boulay
- 2001 - Isabelle Boulay
- 2000 - Isabelle Boulay
- 1999 - Isabelle Boulay
- 1998 - Lynda Lemay
- 1997 - Céline Dion
- 1996 - Céline Dion
- 1995 - Lara Fabian
- 1994 - Céline Dion
- 1993 - Marie Carmen
- 1992 - Marie Carmen
- 1991 - Julie Masse
- 1990 - Joe Bocan
- 1989 - Johanne Blouin
- 1988 - Céline Dion
- 1987 - Marjo
- 1986 - Martine St-Clair
- 1985 - Céline Dion
- 1984 - Céline Dion
- 1983 - Céline Dion
- 1982 - Diane Dufresne
- 1981 - Diane Tell
- 1980 - Ginette Reno
- 1979 - Fabienne Thibeault

Source : ADISQ